# Distrito electoral de Grand Chain (Illinois)
Grand Chain (en inglés: Grand Chain Precinct) es un distrito electoral ubicado en el condado de Pulaski en el estado estadounidense de Illinois. En el Censo de 2010 tenía una población de 584 habitantes y una densidad poblacional de 7,9 personas por km².

## Geografía
Grand Chain se encuentra ubicado en las coordenadas 37°15′8″N 89°0′48″O / 37.25222, -89.01333. Según la Oficina del Censo de los Estados Unidos, Grand Chain tiene una superficie total de 73.88 km², de la cual 70.27 km² corresponden a tierra firme y (4.89%) 3.61 km² es agua.

## Demografía
Según el censo de 2010, había 584 personas residiendo en Grand Chain. La densidad de población era de 7,9 hab./km². De los 584 habitantes, Grand Chain estaba compuesto por el 85.1% blancos, el 10.62% eran afroamericanos, el 0% eran amerindios, el 0.17% eran asiáticos, el 0% eran isleños del Pacífico, el 1.37% eran de otras razas y el 2.74% pertenecían a dos o más razas. Del total de la población el 3.42% eran hispanos o latinos de cualquier raza[cita requerida].